# Коновалов, Илья Григорьевич
Илья Григорьевич Коновалов (1920—1979) — гарпунер китобойных флотилий «Алеут» и «Советская Россия», Герой Социалистического Труда (1957).

## Биография
Родился 20 июля в 1920 году в селе Вознесенка Хорольского района. В 1933 году окончил 7-летнюю школу и начал свою трудовую деятельность. До 1945 года работал слесарем на Дальзаводе. С этого же времени начинается его знакомство с новой профессией — китобоя. Сначала он ученик гарпунера, а затем самостоятельно работает гарпунером на китобойце.
В 1949 году поступил на работу в Управление китобойной флотилии, имея опыт работы на китобойном промысле.
В 1957 году за путину добыл 225 китов. Указом Президиума Верховного Совета СССР от 2 марта 1957 года присвоено звание Героя Социалистического Труда с вручением ордена Ленина и золотой медали «Серп и Молот».
В 1961 году Илья Григорьевич Коновалов стал гарпунером-наставником на новой прибывшей во Владивосток китобазе «Советская Россия».
Избирался депутатом Верховного Совета СССР 6-го созыва.